# 阿不力米提·吐尔逊
阿不力米提·吐尔逊（1964年5月—），维吾尔族，新疆乌鲁木齐市人，东突厥斯坦解放组织领导人，中国公安部指定的恐怖分子。

## 簡歷
加入买买提明·艾孜来提的东突厥斯坦解放组织，在中国、哈萨克斯坦、吉尔吉斯斯坦三国进行恐怖袭击活动。袭警案件。1998年年初，组织乌鲁木齐五·二三系列纵火案。同年在阿拉木图组织恐怖活动时，因内部冲突，杀死东突解放组织成员，为“东突解放组织碎尸案”。2003年被中国公安部和国际刑警组织通缉。